# Lazische Oorlog

De Lazische Oorlog was een van de zovele Romeins-Perzische oorlogen over de heerschappij over de Kaukasus. Deze keer draaide het conflict over het koninkrijk Lazica (West-Georgië). Toen de nieuwe koning hulp ging vragen aan de Sassaniden, begon een twintig jaar durende oorlog van 541 tot 562.
Het was niet enkel een politiek, maar ook een godsdienstig conflict, tussen het christendom en het zoroastrisme. 

## Achtergrond
Na de op de Iberische Oorlog (526-532) volgende Eeuwige vrede had  de opportunistische Sassanidische koning Khusro I de tijd om zijn rijk te hervormen. Hij had een luisterend oor voor degene die hem hulp kwamen vragen tegen keizer Justinianus I. Toen zijn vader destijds hulp vroeg aan de Byzantijnse keizer, werd dit hem geweigerd.
De eersten die hem hulp kwamen vragen waren de Goten. Zij waren immers verwikkeld in de Gotische Oorlog. Een aanval in het Oosten zou de druk op de ketel verminderen. Khusro met zijn troepen viel Mesopotamië en Syrië binnen en plunderde de stad Antiochië (540).
In 541 kwam de nieuwe Lazische koning Gubazes II zijn beklag doen over het feit dat hij alle zeggenschap had verloren aan de regerende magister militum per Armeniam Johannes Tzibus. Het veroveren van het koninkrijk Lazica was voor het Sassanidische Rijk interessant, want zo hadden ze een haven aan de Zwarte Zee.

## Verloop
De troepen van Khusro vielen het land binnen en veroverden het fort Petra. Na verloop van tijd installeerden de Sassaniden ook hun godsdienst, het zoroastrisme. Nu ging Gubazes II zijn beklag gaan doen bij keizer Justinianus, deze stuurde een troepenmacht van 7000 man (548).
De nieuwe Byzantijnse generaal Bessas (550-554) kon het tij doen keren. Na een verloren veldslag schreef Gubazes een brief naar Justinianus waarin hij zijn ongenoegen uitte over de incompetentie van zijn generaals. Bessas werd afgezet, maar zijn medeofficiers zouden later Gubazes vermoorden (555).
De laatste stuiptrekking was het Beleg van Phasis (555-556). De Sassaniden mislukten in hun opzet en werden uit het land verdreven.

## Resultaat
Met het Verdrag van Dara in 562 werd er een vrede ondertekend voor vijftig jaar. De Sassaniden moesten het land ontruimen, maar kregen in de plaats een jaarlijkse schatting van 30.000 goud nomismata. De christenen kregen vrijheid van godsdienst.
Het vredesverdrag zou in 572 worden verbroken, het begin van een nieuwe oorlog.